# Seven de Escocia 2014
El Seven de Escocia de 2014 fue la octava edición del torneo escocés de rugby 7, fue el octavo torneo de la temporada 2013-14 de la Serie Mundial Masculina de Rugby 7.
Se disputó en la instalaciones del Scotstoun Stadium de Glasgow.

## Fase de grupos

### Grupo A
| Equipo        | Encuentros | Encuentros | Encuentros | Encuentros | Tantos  | Tantos    | Tantos     | Puntos |
| Equipo        | jugados    | ganados    | empatados  | perdidos   | a favor | en contra | diferencia | Puntos |
| ------------- | ---------- | ---------- | ---------- | ---------- | ------- | --------- | ---------- | ------ |
| Nueva Zelanda | 3          | 3          | 0          | 0          | 83      | 12        | +71        | 9      |
| Sudáfrica     | 3          | 2          | 0          | 1          | 83      | 19        | +64        | 7      |
| Samoa         | 3          | 1          | 0          | 2          | 35      | 71        | −36        | 5      |
| Portugal      | 3          | 0          | 0          | 3          | 5       | 104       | −99        | 3      |

Nota: Se otorgan 3 puntos al equipo que gane un partido, 2 al que empate y 1 al que pierda

### Grupo B
| Equipo     | Encuentros | Encuentros | Encuentros | Encuentros | Tantos  | Tantos    | Tantos     | Puntos |
| Equipo     | jugados    | ganados    | empatados  | perdidos   | a favor | en contra | diferencia | Puntos |
| ---------- | ---------- | ---------- | ---------- | ---------- | ------- | --------- | ---------- | ------ |
| Canadá     | 3          | 2          | 1          | 0          | 87      | 19        | +68        | 8      |
| Inglaterra | 3          | 2          | 1          | 0          | 61      | 36        | +25        | 8      |
| Francia    | 3          | 1          | 0          | 2          | 48      | 54        | −6         | 5      |
| Japón      | 3          | 0          | 0          | 3          | 29      | 116       | −87        | 3      |

### Grupo C
| Equipo    | Encuentros | Encuentros | Encuentros | Encuentros | Tantos  | Tantos    | Tantos     | Puntos |
| Equipo    | jugados    | ganados    | empatados  | perdidos   | a favor | en contra | diferencia | Puntos |
| --------- | ---------- | ---------- | ---------- | ---------- | ------- | --------- | ---------- | ------ |
| Fiyi      | 3          | 3          | 0          | 0          | 95      | 24        | +71        | 9      |
| Kenia     | 3          | 1          | 0          | 2          | 69      | 67        | +2         | 5      |
| Argentina | 3          | 1          | 0          | 2          | 54      | 76        | −22        | 5      |
| Gales     | 3          | 1          | 0          | 2          | 41      | 92        | −51        | 5      |

### Grupo D
| Equipo         | Encuentros | Encuentros | Encuentros | Encuentros | Tantos  | Tantos    | Tantos     | Puntos |
| Equipo         | jugados    | ganados    | empatados  | perdidos   | a favor | en contra | diferencia | Puntos |
| -------------- | ---------- | ---------- | ---------- | ---------- | ------- | --------- | ---------- | ------ |
| Escocia        | 3          | 3          | 0          | 0          | 78      | 19        | +59        | 9      |
| Australia      | 3          | 2          | 0          | 1          | 77      | 40        | +37        | 7      |
| España         | 3          | 1          | 0          | 2          | 36      | 76        | −40        | 5      |
| Estados Unidos | 3          | 0          | 0          | 3          | 21      | 77        | −56        | 3      |

## Fase Final

### Cuartos de final
| 4 de mayo | Nueva Zelanda | 19 - 7 | Australia |  |  |

| 4 de mayo | Fiyi | 14 - 12 | Inglaterra |  |  |

| 4 de mayo | Escocia | 12 - 7 | Sudáfrica |  |  |

| 4 de mayo | Canadá | 14 - 5 | Kenia |  |  |

### Semifinal
| 4 de mayo | Nueva Zelanda | 19 - 14 | Fiyi |  |  |

| 4 de mayo | Escocia | 7 - 10 | Canadá |  |  |

### Final
| 4 de mayo | Nueva Zelanda | 54 - 7 | Canadá |  |  |

| Bandera de Nueva Zelanda |
| Campeón Nueva Zelanda    |
| 5º título del circuito   |